# 야마라자
야마라자(산스크리트어: यमराज) 또는 야마(산스크리트어: यम), 다르마라자는 죽음과 정의의 힌두 신으로, 그의 거처인 나라카에서 법의 집행과 죄인에 대한 처벌을 담당한다. 그는 종종 다르마의 의인화인 다르마데바와 동일시되지만, 두 신은 기원과 신화가 다르다.
베다 전통에서 야마는 죽은 최초의 필멸자로 여겨져 천상의 거처로 가는 길을 보았다고 한다. 그 결과 그는 죽은 자들의 지배자가 되었다. 그의 역할, 특징, 거처는 우파니샤드, 라마야나, 마하바라타, 푸라나와 같은 문헌에서 설명되어 있다.
야마는 여신 야미의 쌍둥이이자 신 수리야 (태양) (초기 전통에서는 비바스바트)와 산즈나의 아들로 묘사된다. 그는 죽은 자들의 영혼을 심판하고, 그들의 행위에 따라 피트르(조상), 나라카(지옥), 또는 지구에서의 환생의 영역으로 보낸다.
야마는 로카팔라(영역의 수호자) 중 한 명으로, 남쪽 방향의 수호자로 임명되었다. 그는 종종 물소를 타고 올가미나 철퇴를 들고 영혼을 붙잡는 검은 피부의 남자로 묘사된다.
야마는 후에 불교, 중국, 티베트, 한국, 일본 신화에서 지옥의 왕으로 받아들여졌다. 현대 문화에서 야마는 인도의 다양한 안전 캠페인에 등장했다.

## 어원과 별칭
"야마"라는 단어는 '쌍둥이'(야마는 쌍둥이 여동생 야미를 가졌다)를 의미하며, 나중에는 '묶는 자'("얌"에서 파생)를 의미하게 되었다. 또한 이 단어는 '도덕률 또는 의무'(즉, 다르마), '자기 통제', '인내', '종료'를 의미하기도 한다.
야마는 칼라('시간'), 파시('올가미를 든 자'), 다르마라자('다르마의 군주') 등 많은 다른 이름으로도 알려져 있다.

### 다르마데바와의 동일시
야마와 다르마의 개념을 의인화한 신인 다르마데바는 일반적으로 동일 인물로 간주된다. 작가 베탐 마니는 이러한 동일시에 대한 이유를 추측한다: 
"비야사는 마하바라타에서 다르마데바의 동의어로 다르마라자, 브르샤, 야마를 사용했다. 이제 이 둘의 동의어 중에는 다르마라자와 야마라는 두 단어가 공통으로 있다. 이것이 이러한 오해를 불러일으켰다. 칼라가 인간의 악과 선을 평가하기 때문에 다르마라자라는 이름을 얻었다. 다르마데바는 다르마의 화신이기 때문에 그 이름을 얻었다. 칼라의 본명은 야마이다. 다르마데바는 '야마'(도덕적 행동을 위한 자기 통제)를 소유하기 때문에 야마라는 이름을 얻었다."— 베탐 마니

마니는 야마와 다르마데바가 다른 신이라고 믿으며, 푸라나 경전들이 적어도 두 가지 다른 신화들을 묘사한다는 점을 인용한다.
- 야마는 죽은 자들의 심판관인 반면, 다르마데바는 프라자파티(창조의 대리자) 중 한 명이다.[6]
- 야마는 태양신 수리야와 그의 아내 산즈나의 아들인 반면, 다르마데바는 신 브라흐마의 가슴에서 태어났다.[6]
- 야마는 드후모르나와 결혼했다.[16] 반면에 다르마데바는 닥샤의 딸 열 명 또는 열세 명과 결혼했다.[6]
- 야마에게는 딸 수니타가 있다.[16] 다르마데바는 그의 아내들로부터 많은 아들들을 낳았다. 그는 또한 판다바들의 장남인 유디슈티라의 아버지이기도 하다.[6]

## 도상학
힌두교에서, 야마는 남쪽의 로카팔라("영역의 수호자")이며 수리야의 아들이다. 리그베다의 10권에는 그에게 바쳐진 세 개의 찬가(10, 14, 35)가 있다. 푸라나에서 야마는 네 개의 팔, 돌출된 엄니, 폭풍 구름 같은 피부색, 격노한 표정으로 묘사되며; 불꽃의 화환으로 둘러싸여 있고; 붉은색, 노란색, 또는 파란색 의상을 입고; 올가미와 철퇴 또는 검을 들고; 물소를 타고 있다. 그는 한 손에 밧줄 파샤를 들고 있으며, 이로써 죽음을 앞둔 사람들의 생명을 붙잡는다. 그는 또한 "지팡이"를 의미하는 산스크리트어 단어인 단다를 들고 있는 것으로 묘사된다. 야마는 수리야와 사라뉴의 아들이다. 그는 야미의 쌍둥이 형제이며, 슈라다데바 마누의 형제이며, 샤니의 이복형제이며 그의 아들은 카틸라였다. 인도 전역에는 야마에게 헌정된 여러 사원이 있다. 비슈누 다르모타라에 따르면, 야마는 물소 위에 금빛 의상을 입고 모든 종류의 장신구를 착용한 모습으로 묘사된다고 한다. 그는 비구름 같은 피부색을 가진 네 개의 팔을 가졌다. 그의 아내 드후모르나는 야마의 왼쪽 허벅지에 앉아 있으며 짙은 파란 연꽃과 같은 색을 가졌다.

## 문학

### 베다

다르마-라자, 야마의 한 형태, 악인을 위한 "지옥"의 처벌을 주관하는 바자르 예술, c. 1960

리그베다에서 야마는 태양신 비바스바트와 사라뉴의 아들이며 야미라는 쌍둥이 여동생이 있다. 그는 아베스타의 비반흐반트의 아들 이마와 동족이다. 야마의 대부분의 등장은 1권과 10권에 나타난다. 야마는 리그베다에서 아그니와 밀접하게 관련되어 있다. 아그니는 야마의 친구이자 사제이며, 야마는 숨어 있는 아그니를 찾았다고 한다. 리그베다에서 야마는 죽은 자들의 왕이며, 인간이 천국에 도달할 때 보는 두 왕 중 한 명이다(다른 한 명은 바루나이다). 야마는 죽은 사람들에게 쉴 곳을 제공하는 사람들을 모으는 자로 묘사된다. 세 리그베다 천국 중 세 번째이자 가장 높은 곳은 야마의 것이다(아래 두 곳은 사비트르의 것이다). 이곳은 신들이 거주하는 곳이며, 야마는 음악에 둘러싸여 있다. 의례 희생에서 야마는 소마와 기를 받으며, 희생에 앉아 희생자들을 신들의 거처로 인도하고 장수를 제공하도록 요청된다.
야마와 야미 사이의 대화 찬가(리그베다 10.10)에서, 최초의 두 인간으로서 야미는 쌍둥이 오빠 야마에게 자신과 성교를 하도록 설득하려고 한다. 야미는 필멸의 혈통을 이어가고, 트바스타르가 그들을 자궁에서 한 쌍으로 창조했으며, 디아우스와 프리티비가 근친상간으로 유명하다는 등 다양한 주장을 펼친다. 야마는 그들의 조상인 "물 속의 간다르바와 물의 처녀"가 근친상간을 하지 말아야 할 이유이며, 미트라-바루나가 엄격한 규율을 가지고 있고, 그들이 모든 곳에 첩자를 두었다고 주장한다. 찬가 끝에 야미는 좌절하지만 야마는 자신의 입장을 고수한다. 그러나 리그베다 10.13.4에 따르면 야마는 자손을 남기기로 선택했지만, 야미는 언급되지 않는다.
베다 문헌에 따르면 야마는 최초의 필멸자이며, 죽음을 선택한 후 "다른 세계"로 가는 길을 만들었다고 한다. 그곳에는 죽은 조상들이 거주한다. 최초로 죽은 자이기 때문에 그는 죽은 자들의 우두머리, 정착자들의 군주, 그리고 아버지로 여겨진다. 베다 문헌을 통틀어 야마는 죽음의 부정적인 측면과 점점 더 많이 연관되어 결국 죽음의 신이 된다. 그는 또한 안타카(종결자), 므르튜(죽음), 니르리티(죽음), 그리고 수면과도 연관된다.
야마에게는 네 눈에 넓은 코를 가진, 얼룩덜룩하고 적갈색의 개 두 마리, 샤르바라와 샤마가 있으며, 그들은 사라마의 아들들이다. 그러나 아타르바베다에서는 한 마리는 얼룩덜룩하고 다른 한 마리는 어둡다. 이 개들은 죽음을 앞둔 자들을 추적하고, 야마의 영역으로 가는 길을 지키기 위한 것이다. 리그베다 7.55의 테오도르 아우프레히트의 해석을 고수하는 학자들은 이 개들이 또한 악인들을 천국에서 쫓아내기 위한 것이라고 주장한다.
바자사네이 삼히타(백 야주르베다)에 따르면 야마와 그의 쌍둥이 여동생 야미는 모두 가장 높은 천국에 거주한다. 아타르바베다에서는 야마가 뛰어넘을 수 없으며 비바스바트보다 위대하다고 한다.
타이티리야 아란야카와 아파스탐바 슈라우타에 따르면 야마는 황금 눈과 쇠 발굽을 가진 말을 가지고 있다.

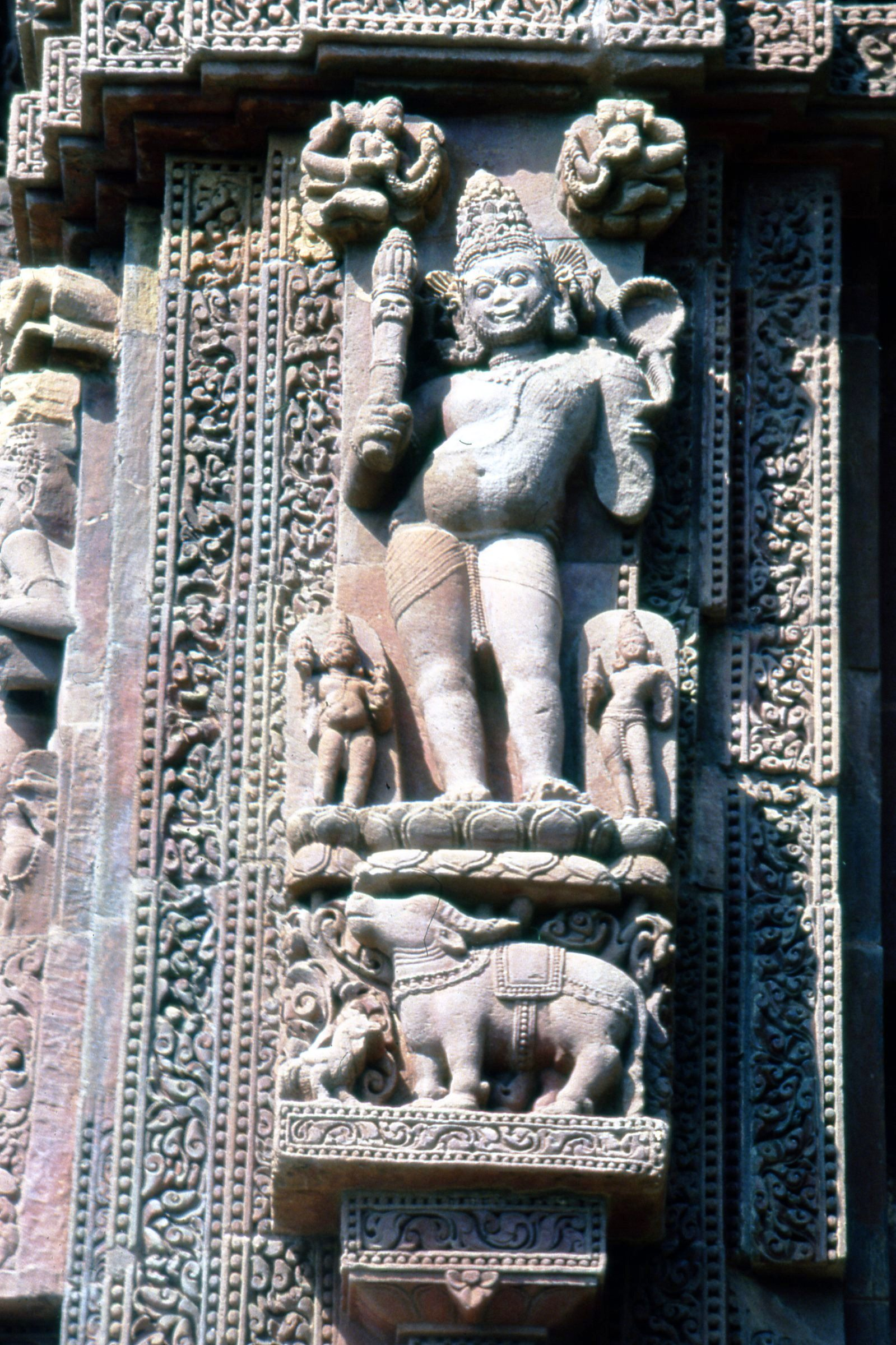
힌두 사원에 묘사된 야마

#### 우파니샤드
카타 우파니샤드에서 야마는 브라만 소년 나치케타의 스승으로 묘사된다. 나치케타에게 세 가지 소원을 들어준 후, 그들의 대화는 존재의 본질, 지식, 아트만(즉, 영혼, 자아) 및 해탈에 대한 논의로 발전한다. 브라흐마리쉬 비쉬바트마 바브라의 번역본에서:
야마가 말하기를: 나는 천국으로 이끄는 지식을 안다. 나는 네가 이해할 수 있도록 그것을 설명해 주겠다. 오 나치케타여, 이 지식이 무한한 세계로 가는 길이며, 모든 세계의 지탱점이며, 현자들의 지성 안에 미묘한 형태로 존재한다는 것을 기억하라.— 제1장, 제1절, 14절

### 마하바라타

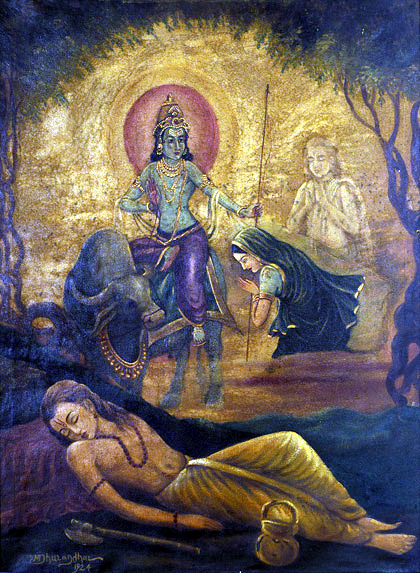
바나 파르바에서 야마와 사비트리의 묘사

서사시 마하바라타에서 다르마데바(야마와 동일시됨)는 다섯 판다바 형제 중 가장 나이가 많은 유디슈티라의 아버지이다. 야마는 야크샤 프라슈나와 바나 파르바에 직접 등장하고, 바가바드 기타에 언급된다.

#### 야크샤 프라슈나
야크샤 프라슈나에서 다르마데바(야마)는 학의 모습으로 야크샤 (자연의 정령)로 나타나 유디슈티라에게 질문하고 그의 의로움을 시험한다. 유디슈티라의 다르마에 대한 엄격한 준수와 그가 던진 수수께끼에 대한 답에 감명받은 야마는 자신이 그의 아버지임을 밝히고 그를 축복하며 그의 어린 판다바 형제들을 다시 살려준다.
야크샤 [야마]가 물었다. "어떤 적이 무적입니까? 불치병은 무엇입니까? 어떤 사람이 고귀하고 어떤 사람이 비열합니까?" 유디슈티라는 대답했다. "분노는 무적의 적이다. 탐욕은 불치병이다. 모든 피조물의 안녕을 바라는 자가 고귀하고, 자비가 없는 자가 비열하다."

#### 바나 파르바
바나 파르바에서 유디슈티라가 현자 마르칸데야에게 드라우파디의 헌신에 필적하는 여인이 있었는지 묻자, 현자는 사비트리와 사티아반 이야기를 들려주었다. 사비트리의 남편 사티아반이 죽자 야마는 그의 영혼을 데려가기 위해 도착했다. 그러나 야마는 사비트리의 순수함과 다르마와 남편에 대한 헌신에 너무나 감명받아, 사티아반을 다시 살려주기로 설득되었다.
티르타-야트라 파르바
티르타-야트라 파르바(3권, 바르나 파르바, CXLII)에서 로마샤는 유디슈티라에게 "옛날 옛적에 사트야 유가에 영원하고 태초의 신 크리슈나가 야마의 의무를 맡았던 끔찍한 시간이 있었다. 오, 결코 넘어지지 않는 자여, 신들의 신이 야마의 직무를 수행하기 시작했을 때, 탄생은 평소와 같았지만 생명체는 죽지 않았다."라고 말한다.
이것은 인구 증가로 이어져 지구가 "백 요자나"만큼 가라앉았다. 지구는 "모든 사지에 고통을 겪으며" 나라야나의 보호를 구했고, 나라야나는 멧돼지 (바라하)로 화신하여 지구를 다시 들어 올렸다.

#### 우드요가 파르바
우드요가 파르바에서 야마의 아내는 우르밀라 또는 드후모르나라고 불린다.

#### 바가바드 기타
마하바라타의 일부인 바가바드 기타에서 크리슈나는 다음과 같이 말한다.
천상의 나가 뱀들 중에서 나는 아난타이며, 물의 신들 중에서 나는 바루나이다. 죽은 조상들 중에서 나는 아리아만이며, 법을 집행하는 자들 중에서 나는 죽음의 군주 야마이다.— 제10장, 29절

### 푸라나
야마와 그의 거처는 푸라나에 자주 언급된다. 아그니 푸라나와 링가 푸라나와 같은 일부 푸라나에서는 그를 라트리와 수리야의 아들로 언급한다.

#### 바가바타 푸라나 / 스리마드 바가바탐

##### 3권과 4권
스리마드 바가바탐의 3권과 4권에서 야마는 그의 형벌이 너무 가혹하다는 이유로 현자의 저주를 받아 수드라인 비두라로 환생했다. A. C. 박티베단타 스와미 프라부파다 / 박티베단타 서적 신탁 (BBT) 번역본에서:
비두라가 마아두카 무니 [또한 만다비아 무니라고도 불림]의 저주를 받아 수드라의 역할을 하는 동안, 아리아만은 야마라자의 직책을 수행하여 죄를 지은 자들을 처벌했다.— 제1곡, 제13장, 15절

크리슈나의 헌신자인 비두라는 3곡의 주요 주인공이다. 이 곡에서, 드리타라슈트라 왕(그의 이복형)에 의해 집에서 쫓겨난 후, 비두라는 카우라바들의 판다바들에 대한 비열한 행동을 꾸짖었다. 비두라는 순례를 떠났고, 그곳에서 우다바와 현자 마이뜨레야와 같은 다른 크리슈나의 헌신자들을 만났는데, 후자는 비두라의 진정한 기원을 그에게 밝혔다.
나는 당신이 지금 마안다비아 무니의 저주로 인해 비두라임을 알고 있으며, 예전에는 죽음 이후의 생명체들을 지배하는 위대한 왕 야마라자였다는 것을 안다. 당신은 사티아바티의 아들인 비야사에 의해 그의 형제의 첩에게서 태어났다.— 제3곡, 제5장, 20절

크리슈나는 또한 야마가 죄인들을 처벌한다고 말하는데, 이는 다우주의 기원과 창조에 대한 그들의 대화에서 마이트레야가 비두라(야마의 화신)에게 전한 것이다.
브라만, 소, 그리고 무방비의 생명체들은 나의 [크리슈나의] 몸이다. 자신의 죄로 인해 판단 능력이 손상된 자들은 그들을 나와 별개로 본다. 그들은 사나운 뱀과 같으며, 죄인들의 감독관인 야마라자의 독수리 같은 사자들의 부리에 의해 격렬하게 찢긴다.— 제3곡, 제16장, 10절

죄인이 죽었을 때의 처벌에 대한 자세한 설명도 제공되는데, 그들이 붙잡혀 야마로카(즉 지옥)로 가는 여정부터 시작한다.
범죄자가 국가의 경찰관에게 처벌을 위해 체포되듯이, 범죄적인 감각 쾌락에 빠진 사람은 야마두타에 의해 강력한 밧줄로 목이 묶이고 미묘한 몸이 가려져 심한 처벌을 받도록 체포된다. 야마라자의 경찰관에게 끌려가는 동안 그는 압도되어 그들의 손에 떨린다. 길을 가는 동안 [야말로카로 가는 길] 개에게 물리고, 그는 자신의 죄악적인 활동을 기억할 수 있다. 그는 이렇게 끔찍하게 고통받는다.— 제3곡, 제30장, 20–21절

##### 6권
6권에서 야마(비두라도 아니고 아리아만도 아닌; 3권과 4권 참조)는 그의 사자들인 야마두타들에게 우주에 그렇게 많은 신과 반신들이 있는 상황에서 누가 최고의 권위를 가지고 있는지 질문받자 지시한다.
야마라자가 말했다: 나의 사랑하는 하인들아, 너희는 나를 최고로 받아들였지만, 사실 나는 아니다. 나 위에, 그리고 인드라와 찬드라를 포함한 다른 모든 반신들 위에, 하나의 지고한 주인과 통제자가 있다. 그의 인격의 부분적인 현현은 브라흐마, 비슈누, 그리고 시바인데, 이들은 이 우주의 창조, 유지, 그리고 파괴를 담당한다. 그는 짜여진 옷의 길이와 폭을 형성하는 두 가닥의 실과 같다. 마치 코에 밧줄이 꿰인 황소가 통제되듯이, 온 세상이 그에 의해 통제된다.— 제6권, 제3장, 12절

##### 10권
10권에서 크리슈나와 발라라마는 스승 산디파니의 죽은 아들을 되찾기 위해 야마의 거처로 떠난다.
주 자나르다나는 악마의 몸에 자라난 소라를 들고 전차로 돌아갔다. 그리고 그는 죽음의 신 야마라자의 사랑받는 수도 삼야마니로 향했다. 발라라마 주와 함께 그곳에 도착하여 큰 소리로 소라를 불자, 조건 지어진 영혼들을 통제하는 야마라자는 그 울림을 듣자마자 나타났다. 야마라자는 두 주님을 큰 경외심으로 정성껏 숭배한 후, 모든 이의 마음에 거하는 크리슈나 주께 말씀드렸다: "오 지고하신 비슈누 주님, 평범한 인간의 역할을 하고 계신 당신과 발라라마 주님을 위해 무엇을 해야 할까요?"

지고하신 인격신께서 말씀하셨다: 나의 영적 스승의 아들은 지난 활동의 속박을 겪으며 이곳으로 당신에게 끌려왔습니다. 오 위대한 왕이시여, 나의 명령에 복종하여 이 아이를 지체 없이 나에게 데려오십시오.

야마라자는 "그렇게 하겠습니다"라고 말하며 스승의 아들을 데려왔다. 그러자 그 두 지극히 고귀한 야두족은 그 소년을 그들의 영적 스승에게 데려다주며 그에게 말했다: "다른 소원을 선택하십시오."— 제10권, 제45장, 42–46절

#### 브라흐마 푸라나

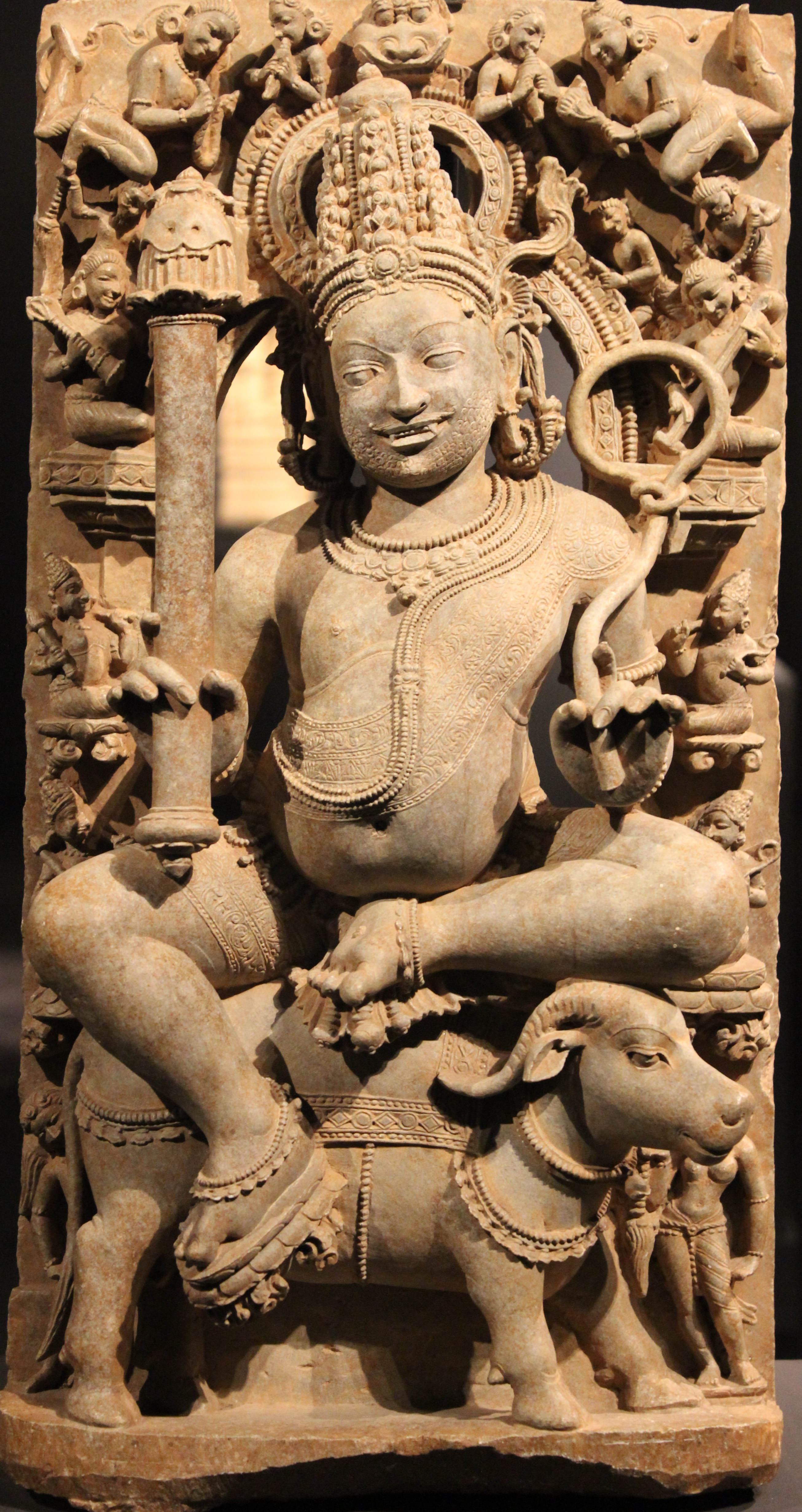
남쪽의 섭정으로 묘사된 야마

브라흐마 푸라나에서 야마는 정의의 군주이며 다르마와 연관된다. 언급된 내용은 다음과 같다:
- 제2장 29-30절: 야마에게는 수니타라는 딸과 베나라는 손자가 있는데, 그는 다르마를 등졌다.
- 제20장: 야마의 다양한 지옥과 그에 따른 죄들이 묘사된다.
- 제30장 64-68절: 야마는 자신을 저주한 어머니를 (아버지에게) 꾸짖는다.
- 제35장 11절: 야마는 마르칸데야의 영혼을 데려오기 위해 왔다가 시바에 의해 파괴된다 (이후 신들의 요청으로 부활한다).
- 제48장 4절: 크리슈나는 자신을 브라흐마, 비슈누, 시바, 인드라, 그리고 야마("나는 우주를 억제하는 야마이다.")라고 묘사한다.
- 제105장: "야마의 끔찍한 하인들"에 대한 묘사가 주어진다.
- 제126장 42-50절: 야마의 올가미에 걸리고 그의 거처에서 고문을 당하는 죄인들의 죽음의 고통에 대한 묘사.
- 제24장 (4권): 야마는 카르티케야와의 전투에서 죽임을 당한다. 시바의 명령에 따라 야마는 난디에 의해 부활한다.

끔찍한 물소를 타고 죽음의 신 야마가 그곳으로 서둘러 갔다. 그는 왕홀(징벌의 막대)을 들고 있었다. 그의 몸은 노란색이었다. 그의 힘은 어느 누구와도 비교할 수 없었다. 그는 광채, 힘, 복종을 요구하는 능력에서 비할 데가 없었다. 그의 사지는 잘 발달되어 있었고 화환을 두르고 있었다.— 브라흐마 푸라나, 제30장 9–12절

#### 가루다 푸라나
가루다 푸라나에서 야마와 죄인들이 벌을 받는 그의 영역은 '야마의 영역'이라는 12장을 포함하여 광범위하게 상세히 설명되어 있다. 이 문서에서 야마의 아내 이름은 샤말라이다.

#### 마트샤 푸라나
마트샤 푸라나에서 아수라와의 전투 외에도 야마는 광범위하게 언급된다.
- 제11장: 소년 야마가 저주받다
- 제49장: 야마가 지옥에서 자나메자야와 싸우고, 포로로 잡힌 후 그에게 해탈의 지식을 준다.
- 제93장: 야마는 토성의 신으로 선언된다.
- 제102장: 야마의 동의어들이 주어진다 (다르마라자, 므리트요, 안타카, 바이바스바타, 칼라, 사르바부탁샤야, 아우둠바라, 다드나, 닐라, 파라메스티, 브리코다라, 치트라, 치트라굽타)[46]
- 제248장: 야마는 다른 신들처럼 비슈누에 의해 통제된다.
- 제253장: 야마는 32 데바 중 13번째이다.

#### 비슈누 푸라나
비슈누 푸라나에서 야마는 태양신 수리야 (베다에서는 비바스반이라고 불리며 '태양'을 의미하기도 함)와 비슈바카르마 (베다에서는 트바스타르라고 불림)의 배꼽에서 나온 산디아 (베다에서는 사라냐라고 불리는 또 다른 이름)의 아들이다. 그의 하인과의 대화에서 야마는 자신이 비슈누에게 종속되어 있다고 말한다. 비슈누와 락슈미의 관계를 확립하는 동안, 1권 8장은 드후모르나를 야마의 배우자로 묘사한다.

### 결혼 및 자녀
야마의 배우자와 자녀에 대한 다양한 정보가 힌두 경전에 나타난다. 마하바라타, 비슈누 푸라나 및 비슈누다르모타라는 드후모르나(우르밀라라고도 함)를 그의 배우자로 묘사한다. 가루다 푸라나에서는 샤말라가 야마의 아내 이름이다. 다른 일부 문헌에 따르면 야마는 헤마-말라, 수실라, 비자야라는 세 명의 배우자를 가졌다. 다르마데바와 동일시될 때는 신 닥샤의 딸 10명 또는 13명과도 결혼했다.
브라흐마 푸라나에 따르면, 야마의 맏딸 이름은 수니타이며, 그녀는 베나 왕의 어머니이다. 치트라굽타의 아내인 소바바티는 때때로 야마의 딸로 언급되기도 한다. 마하바라타에서 가장 나이가 많은 판다바인 유디슈티라는 다르마의 축복을 받아 그의 어머니 쿤티에게서 태어났다.

## 숭배
야마 다르마라자 사원은 인도 타밀나두주의 탄자부르 지구에 위치한 힌두 사원이다. 이 사원은 야마에게 헌정되었다.

## 다른 종교에서

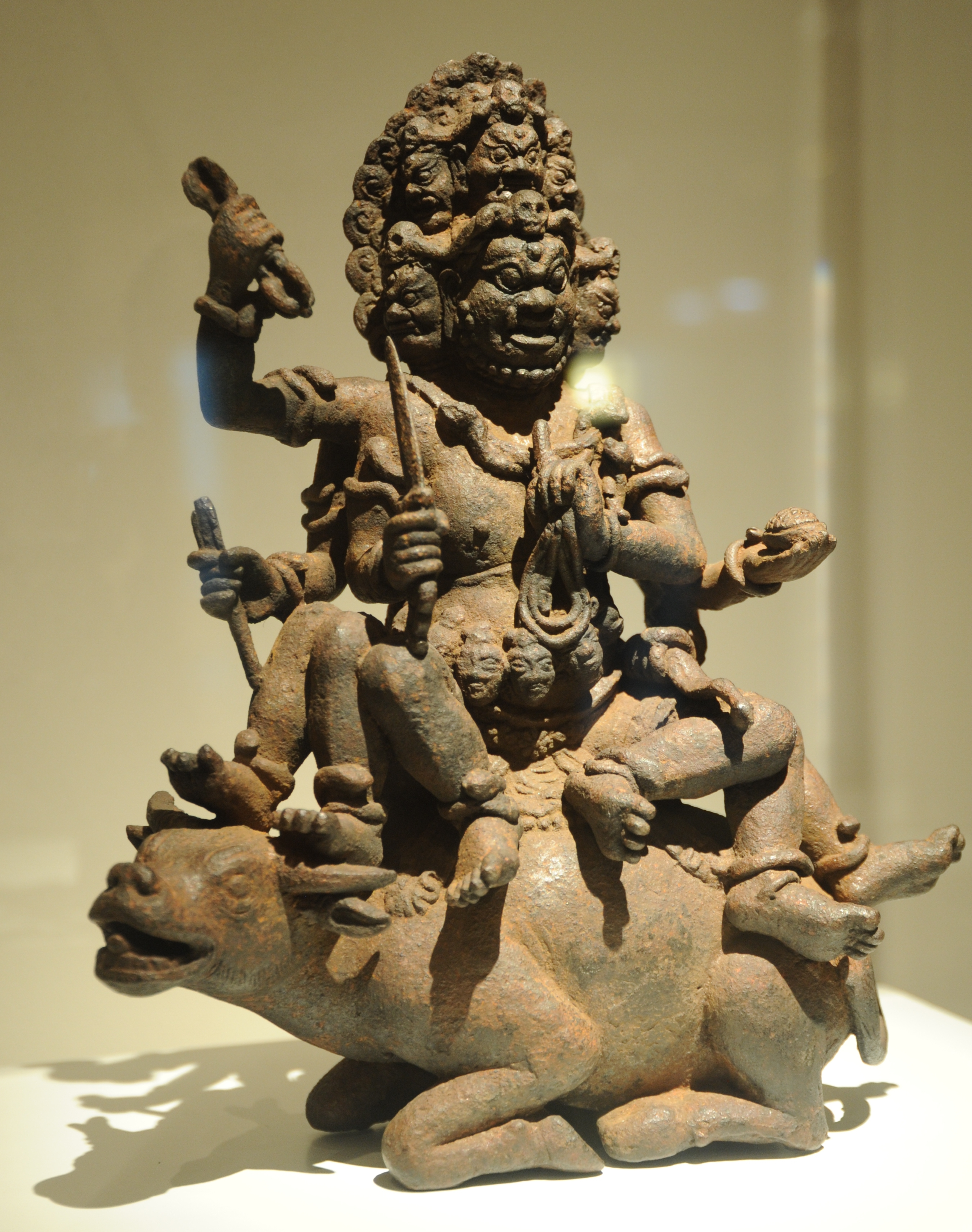
야마는 티베트에서 죽음의 군주이자 영적 수행의 수호자로 숭배된다.

상좌부 불교의 팔리 경전에 언급된 야마는 후에 동아시아, 동남아시아, 스리랑카에서 호법신으로 불교 신화에 편입되었다. 그는 또한 시크교에서도 인정받는다.

## 대중문화에서
야마는 영화와 텔레비전의 경전 각색 작품에서 묘사되었을 뿐만 아니라, 특히 헬멧 없이 오토바이를 타는 위험에 대해 경고하는 인도의 교통 안전 캠페인에서도 묘사되었다.
다르마 라자는 로샤니 초크시의 "별이 만진 여왕"과 "소원의 왕관"에서 등장인물로 묘사되었다.

## 같이 보기
- 칼란타카
- 지장보살
- 나라카
- 바이타라니강
- 염라대왕

### 설명주
1. ↑  야마의 배우자의 다른 이름으로는 우르밀라와 샤말라가 있다.[4] 야마는 때때로 헤마-말라, 수실라, 비자야라는 세 명의 배우자와 함께 묘사되기도 한다.[5]
다르마데바와 동일시될 때는 닥샤의 딸 10명 또는 13명과 결혼했다.
2. ↑  다르마데바와 동일시될 때[6]
3. ↑  야마는 그의 하인에게 말했다. “비슈누에게 헌신하는 자들을 건드리지 마라. 나는 그들을 제외한 모든 다른 자들의 군주이다. 나는 사실 독립적이지 않으며, 비슈누의 감독 아래 일한다. 그분은 나를 처벌할 능력도 있다. 심지어 신들도 비슈누의 연꽃 같은 발을 숭배한다. 비슈누의 헌신자들에게서 멀리 떨어져 있어라.”[48]

### 참조주
1. ↑  《Cyclopaedia of India and of Eastern and Southern Asia, Commercial, Industrial and Scientific: Products of the Mineral, Vegetable and Animal Kingdoms, Useful Arts and Manufactures. Ed. by Edward Balfour》 (영어). [Dr.:] Scottish and Adelphi Press. 1873.
2. ↑  “Planetary Linguistics”. 2007년 12월 17일에 원본 문서에서 보존된 문서. 2007년 6월 12일에 확인함.
3. ↑  Puranic Encyclopedia by Vettam Mani
4. 1 2  Debroy, Bibek (2005). 《The History of Puranas》 (영어). Bharatiya Kala Prakashan. ISBN 978-81-8090-062-4.
5. 1 2  Daniélou, Alain (1991). 《The Myths and Gods of India: The Classic Work on Hindu Polytheism from the Princeton Bollingen Series》 (영어). Inner Traditions / Bear & Co. ISBN 978-0-89281-354-4.
6. 1 2 3 4 5 6 7  Mani, Vettam (1975). 《Puranic encyclopaedia : a comprehensive dictionary with special reference to the epic and Puranic literature》. Robarts - University of Toronto. Delhi : Motilal Banarsidass. ISBN 978-0-8426-0822-0.
7. 1 2  Mallory & Adams 1997, 129–130쪽.
8. ↑  Lincoln 1991, 33쪽.
9. ↑  Lincoln 1975, 129쪽.
10. ↑  Anthony 2007, 134–135쪽.
11. ↑  “Yama”. 《세계사 백과사전》. 2021년 1월 9일에 확인함.
12. ↑  Shrinivasa M. (2020년 1월 10일). “A temple for Yamaraj in Mahoba district | Mysuru News”. 《The Times of India》 (영어). 2020년 12월 13일에 확인함.
13. 1 2 3  Dalal, Roshen (2010). 《The Religions of India: A Concise Guide to Nine Major Faiths》. Penguin Books India. ISBN 9780143415176.
14. ↑  “Yama And Markandeya – Chapter – 1 "Introduction" – Wattpad”. 《www.wattpad.com》. 2021년 1월 9일에 확인함.
15. ↑  Arthur Anthony Macdonell (1995). 《Vedic Mythology》. Motilal Banarsidass. 172쪽. ISBN 978-8120811133.
16. 1 2 3  Mani, Vettam (1975). 《Puranic encyclopaedia : a comprehensive dictionary with special reference to the epic and Puranic literature》. Robarts - University of Toronto. Delhi : Motilal Banarsidass. 367쪽. ISBN 978-0-8426-0822-0.
17. ↑  Danielou, Alain (2017년 1월 1일). 《The Myths and Gods of India: The Classic Work on Hindu Polytheism》 (영어). Motilal Banarsidass. ISBN 978-81-208-3638-9.
18. ↑  “Sanskrit Dictionary for Spoken Sanskrit”. 《spokensanskrit.org》. 2019년 10월 17일에 확인함.
19. 1 2 3 4 5 6 7 8 9 10  Macdonell, Arthur Anthony (1897). 《Vedic Mythology》. Oxford University Press. 171–173쪽.
20. ↑  Shulman pp.36–39, 41
21. 1 2 3 4 5 6 7  “Yama – the god of death”. 《HinduScriptures.com》. 2017년 12월 13일. 2021년 1월 9일에 확인함. Vedic lifestyle, Scriptures, Vedas, Upanishads, Itihaas, Smrutis, Sanskrit
22. ↑  〈Book 10 Hymn 14 – Yama〉. 《Rig Veda》. 2017년 7월 8일에 확인함 – Sacred-Texts.com 경유.
23. ↑  Warrier, Shrikala (2014). 《Kamandalu: The seven sacred rivers of Hinduism》 Fir판. London, UK: Mayur University. 291쪽. ISBN 978-0953567973.
24. ↑  “How much do you know about Yamaraj – the Hindu God of Death?”. 《speakingtree.in》. 2018년 1월 7일에 확인함.
25. ↑  “Yama: The god of death in Hinduism”. 《Sanskriti Magazine – Hinduism and Indian Culture》. 2015년 3월 15일. 2021년 1월 11일에 원본 문서에서 보존된 문서. 2021년 1월 9일에 확인함.
26. ↑  《Effectuation of Shani Adoration》. Saturn Publications Pvt. 10쪽. ISBN 9788190632713 – Google Books 경유.
27. ↑  《The Great Temples of India, Ceylon, and Burma》. Asian Educ. Service. 19쪽.
28. ↑  《[no title cited; ¿Vishnu Dharmottara?]》. Calcutta University Press. 1928  – Archive.org 경유.
29. ↑  Rao 1914, vol. 2, p. 525
30. ↑  Jamison, Stephanie; Brereton, Joel (2014). 《The Rigveda: The Earliest Religious Poetry of India》. Oxford University Press. 1381–1383, 1389–1390쪽. ISBN 9780199370184.
31. ↑  Jamison & Brereton 2014, 1392쪽.
32. ↑  Paul Deussen, Sixty Upanishads of the Veda, Volume 1, Motilal Banarsidass, ISBN 978-8120814684, pp. 269–273
33. ↑  Bawra, Brahmrishi Vishvatma; Milcetich, William F. (2009). 《The Eternal Soul: Commentary on the Katha Upanishad》 (영어). CreateSpace Independent Publishing Platform. ISBN 978-1448607174.
34. ↑  M.N.Dutt. 《Mahabharata》. 206–208쪽.
35. ↑  “The Mahabharata, Book 5: Udyoga Parva: Bhagwat Yana Parva: Section CXVII”. 《www.sacred-texts.com》. 2019년 11월 3일에 확인함.
36. ↑  Prabhupada, His Divine Grace A. C. Bhaktivedanta Swami (1993). 《Bhagavad-gita As It Is》 (영어). The Bhaktivedanta Book Trust. ISBN 978-9171495341.
37. ↑  J. L. Shastri, Editor (1951). 《The Linga-Purana, Part 1》. Motilal Banarsidass. 259쪽.
38. ↑  J. L. Shastri, G. P. Bhatt (1998년 1월 1일). 《Agni Purana Unabridged English Motilal》. 735쪽.
39. ↑  Prabhupada, His Divine Grace A. C. Bhaktivedanta Swami (1972). 《Srimad-Bhagavatam, Third Canto: The Status Quo》 (영어). The Bhaktivedanta Book Trust. ISBN 978-9171496362.
40. ↑  “ŚB 6.3.12”. 《vedabase.io》 (영어). 2019년 10월 30일에 확인함.
41. ↑  “Chapter Forty-five”. 《vedabase.io》 (영어). 2019년 10월 30일에 확인함.
42. ↑  Motilal Banarsidass (1955). 《Brahma Purana – Parts I–IV》.
43. ↑  Motilal Banarsidass (1955년 1월 1일). 《Brahma Purana – Parts I – IV》. 190쪽.
44. ↑  Basu, B. D. (1916). 《The Matsya Puranam》.
45. ↑  Hindu Puran (1917). 《The Matsya Puranam Pt. 2》.
46. ↑  Basu, B. D. (1916). 《The Matsya Puranam》. 281쪽.
47. ↑  Wilson, Horace Hayman (1864). 《The Vishnu Purana》 (영어). Trübner.
48. ↑  《The Vishnu Purana》 (영어) abridg판. 2013년 5월 25일  – wisdomlib.org 경유.
49. ↑  〈Book I: Chapter VIII〉. 《The Vishnu Purana》. 2021년 3월 9일에 확인함 – sacred-texts.com 경유.
50. ↑  《The Mahabharata of Krishna-Dwaipayana Vyasa Translated Into English Prose: Drona parva (2nd ed. 1892)》 (영어). Bhārata Press. 1886.
51. ↑  Baaren, Theodorus Petrus van (1982). 《Visible Religion: Annual for Religious Iconography》 (영어). Brill. ISBN 9789004067790.
52. ↑  바비샤 푸라나에는 야마가 브라만 여성 우르밀라의 딸인 비자야 또는 샤말라와 결혼한 신화가 있다.[4]
53. ↑  Mani, Vettam (1975). Purāṇic encyclopaedia with special reference to the Epic and Purāṇic Literature.
54. ↑  “Bengaluru Traffic Police deploys 'Yamaraja' on streets to warn people about violations, spread road safety awareness”. 《Firstpost》. 2018년 7월 11일. 2019년 10월 16일에 확인함.

## Bibliography
- Anthony, David W. (2007). 《The Horse, the Wheel, and Language: How Bronze-Age Riders from the Eurasian Steppes Shaped the Modern World》 (영어). Princeton University Press. ISBN 9781400831104.
- Apte, Vaman Shivram (1975) [1965]. 《The Practical Sanskrit–English Dictionary》 Four, revis a enlarg판. Motilal Banarsidass. ISBN 81-208-0567-4 – Archive.org 경유.
- Arya, Ravi Prakash; Joshi, K.L. (2001). 《Ṛgveda Saṁhita》 Seco Revis판. Parimal Publications. 틀:Listed Invalid ISBN. Sanskrit text, English translation according to H.H. Wilson and Bhāṣya of Sāyaṇācārya 4 volumes
- Chidbhavananda, Swami (1997). 《Siva Sahasranama Stotram》 Thi판. Sri Ramakrishna Tapovanam.
- Fergus, Jon William (2017). 《The Vedas》. CreateSpace Independent Publishing Platform. ISBN 9781541294714 – Google Books 경유. The Samhitas of the Rig, Yajur (White and Black), Sama, and Atharva Vedas
- Lincoln, Bruce (1975). 《The Indo-European Myth of Creation》. 《History of Religions》 15. 121–145쪽. doi:10.1086/462739. ISSN 0018-2710. S2CID 162101898.
- Lincoln, Bruce (1991). 《Death, War, and Sacrifice: Studies in Ideology & Practice》 (영어). University of Chicago Press. ISBN 978-0-226-48199-9.
- MacDonell, A.A. (1974) [1898]. 《Vedic Mythology》 Reprint판. Delhi: Motilal Banarsidass Publishers Private Ltd. ISBN 81-208-1113-5 – Archive.org 경유.
- Mallory, James P.; Adams, Douglas Q. (1997). 《Encyclopedia of Indo-European Culture》. London: Routledge. ISBN 978-1-884964-98-5.
- Prabhupada, A.C. Bhaktivedanta, His Divine Grace, Swami (1993). 〈As It Is〉. 《Bhagavad-gita》. The Bhaktivedanta Book Trust. ISBN 9789171495341 – Google Books 경유.
- Prabhupada, A.C. Bhaktivedanta, His Divine Grace, Swami (1972). 〈Third Canto: The Status Quo〉. 《Srimad-Bhagavatam》. The Bhaktivedanta Book Trust. ISBN 978-9171496362 – Google Books 경유.
- Rao, T.A. Gopnatha (1914). 《Elements of Hindu Iconography》. 2 volumes
- Wilson, Horace Hayman (1864). 《The Vishnu Purana》. Trübner  – Google Books 경유.
- Wood, Ernest; Subrahmanyam (2008). 《The Garuda Purana》. BiblioBazaar, LLC. ISBN 978-1-4375-3213-5 – Google Books 경유.

## 추가 문헌
- Meid, W. 1992. Die Germanische Religion im Zeugnis der Sprache. In Beck et al., Germanische Religionsgeschichte – Quellen und Quellenprobleme, pp. 486–507. New York, de Gruyter.